# 北条貞直
北条 貞直（ほうじょう さだなお）は、鎌倉時代末期の武士。北条氏の一門・大仏流北条宗泰の子。屋号から大仏 貞直（おさらぎ さだなお）とも呼ばれる。
楠木正成の篭る千早城攻めに参加した大仏高直とは同族である。

## 生涯
得宗・北条貞時より偏諱を受けて貞直と名乗る。
元応3年（1321年）7月3日、貞直の従兄弟の大仏流嫡流で六波羅探題南方を務めていた大仏維貞が突然鎌倉に下向し、当時の六波羅探題は北方不在で維貞のみだったため得宗北条高時が「御気色不快」となり、5日に維貞が再び上洛する事件が起きている。当時、維貞の父宗宣、貞直の父宗泰は共に死没していたが、維貞・貞直の祖父宣時は存命であり、時期は不明だが貞直が宣時の遠江国・佐渡国守護を継承したと見られ、嫡流の維貞を凌ぐ地位を築きつつあったことが維貞下向の理由と見る見解もあり、貞直はさらに元亨2年（1322年）には四番引付頭人に就任している。維貞は元亨3年（1323年）の宣時の死後、元亨4年（1324年）に探題辞任が認められて鎌倉へ帰還し、正中3年（1326年）には連署となったが、嘉暦2年（1327年）に死去。以後再び庶流の貞直が大仏流の中心的な存在となっている。
元徳3年/元弘元年（1331年）9月、貞直は江馬越前入道（江馬時見）、金沢貞冬、足利高氏（のちの尊氏）らと共に大将軍として上洛した。9月26日には上洛軍を率いて笠置に向けて進発して、2日後に攻め落とした（笠置山の戦い）。10月の赤坂城の戦いにも勝利して戦功を挙げた。
元弘2年/正慶元年（1332年）9月、北条高時が派遣した上洛軍に加わり、正慶2年/元弘3年（1333年）2月からの千早城の戦いにも参加している。このとき、貞直は寄せ手の軍勢が大打撃を受けたことを見て、赤坂城攻めの経験から水攻め、兵糧攻めの策を講じている。
同年5月、新田義貞が軍勢を率いて鎌倉に攻め込んでくる（鎌倉の戦い）と極楽寺口防衛の大将としてその迎撃に務め、新田軍の主将の一人である大館宗氏と戦い1度は突破を許したが態勢を立て直して宗氏を討ち取り堅守していた。しかし力尽きて5月21日深夜に攻防戦の要衝である霊山山から撤退するが、この時に残っていた兵力は300騎ほどだった。
そして、5月22日に宗氏に代わって采配を取った脇屋義助（義貞の弟）の攻撃の前に遂に敗れて戦死した。弟の宣政（のぶまさ）や子の顕秀（あきひで）らも共に戦死している。

## 人物
武将としての能力だけでなく、和歌にも優れた教養人であったと伝わる。
古典「太平記」でも北条一族の主要人物のひとりとして登場しており、鎌倉防衛戦においては巨福呂坂の守将・金沢貞将と共に最期の様子が描かれている。

## 年譜
※ 日付＝旧暦
- 年月不明＝引付衆、遠江・佐渡守護職
- 1322年（元亨2年）7月12日、四番引付頭人
- 1331年（元徳3年/元弘元年）9月5日、陸奥守護職
- 1333年（元弘3年）5月22日、極楽寺口の戦いで新田義貞軍に敗れて自害。